# Supercoupe d'Espagne de football 1996
Navigation
Supercoupe d'Espagne 1995 Supercoupe d'Espagne 1997
La Supercoupe d'Espagne 1996 (en espagnol : Supercopa de España 1996) est la onzième édition de la Supercoupe d'Espagne, épreuve qui oppose le champion d'Espagne au vainqueur de la Coupe du Roi. Disputée en match aller-retour les 25 août 1996 et 28 août 1996, l'épreuve est remportée par le FC Barcelone aux dépens de l'Atlético de Madrid sur le score cumulé de 6 à 5.
Il s'agit du cinquième titre du FC Barcelone dans cette compétition. L'Atlético ayant réussi le doublé coupe-championnat, c'est le finaliste qui joue la Supercoupe.

## Compétition
| Finaliste Coupe | Aller | Score | Retour | Champion + Coupe   |
| --------------- | ----- | ----- | ------ | ------------------ |
| FC Barcelone    | 5 - 2 | 6 - 5 | 1 - 3  | Atlético de Madrid |